# سسنا ۱۶۲ اسکای‌کچر
سسنا ۱۶۲ اسکای‌کچر (به انگلیسی: Cessna 162 Skycatcher) یک هواگرد ساختِ کارخانهٔ سسنا در کشور ایالات متحده آمریکا است . این هواگرد برای نخستین بار در ۱۳ اکتبر ۲۰۰۶ میلادی مورد استفاده قرار گرفت.